# Потоцкий, Валентин
Валентин Потоцкий (пол. Walentyn Potocki, Авраам бен Авраам, ивр.אברהם בן אברהם  часто называемый просто Гер-Цедек, «праведный прозелит»; ок. 1720 — 24 мая 1749) — знатный и легендарный польский дворянин XVIII века, перешедший из католичества в иудаизм и сожжённый по приговору церковного суда в Вильно 24 мая 1749 года. Гер-Цедек почитался как мученик еврейскими общинами Литвы.
В исследованиях некоторых современных польских историков (например, Tazbir 2003) эта легенда поставлена под сомнение и утверждается, что в её основе нет исторических фактов.

## Биография

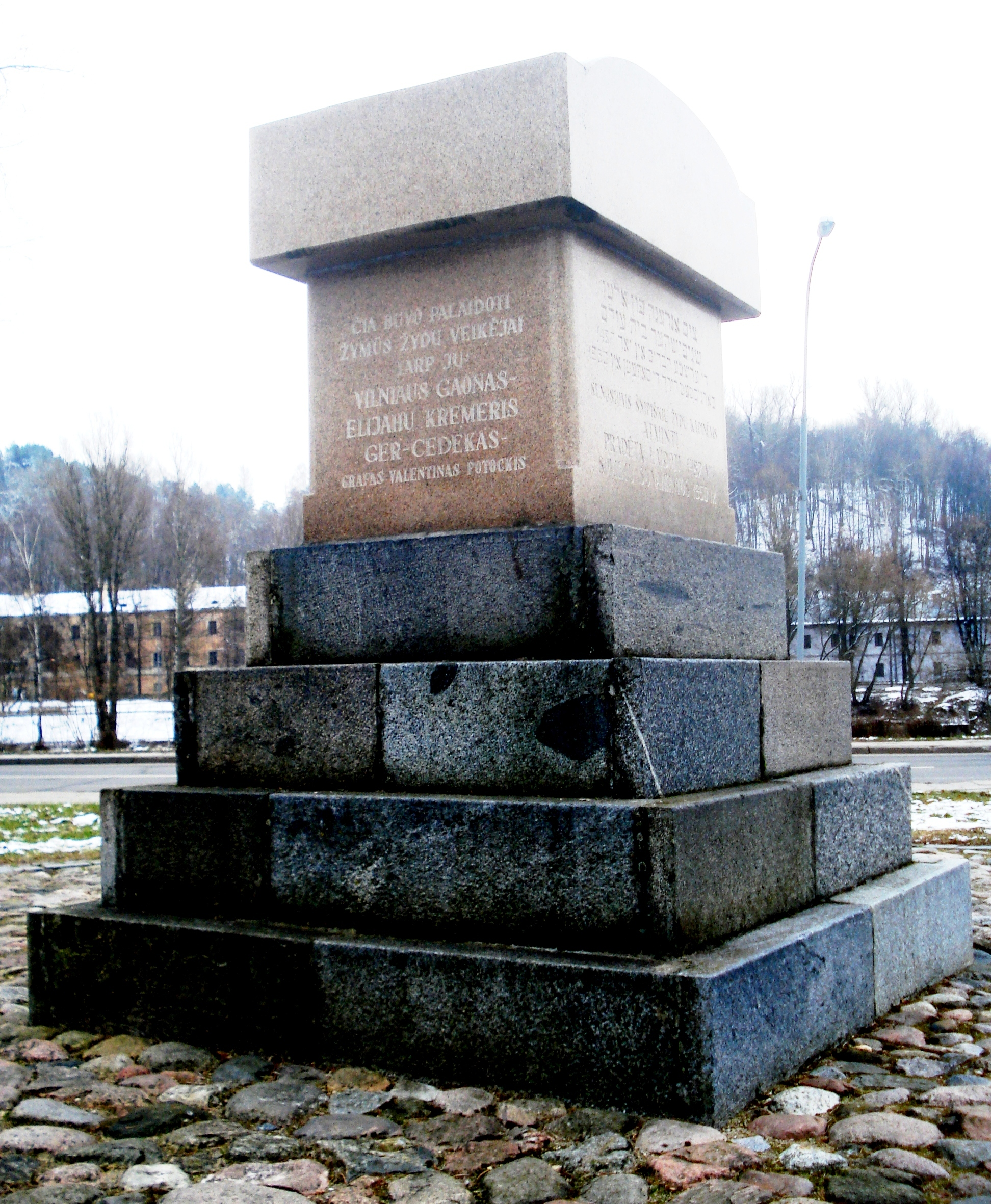
Памятный камень на месте бывшего еврейского кладбища в Вильнюсе (Снипишкес; 1487—1950), где, как гласит надпись, были похоронены Виленский гаон и Гер-Цедек

Был похоронен на еврейском кладбище в предместье Снипишекес (Шнипишкес) на правом берегу Вилии, напротив Замковой горы и устья Вильни. На могиле Потоцкого, по устным преданиям, росло странное дерево с изогнутым стволом, которое начинало увядать, если евреям грозила беда. Перед Второй мировой войной дерево совсем засохло или было срублено. Кладбище было закрыто в 1930 году и ликвидировано в 1949—1950 годах. Останки Потоцкого были перенесены в склеп Виленского гаона на новом еврейском кладбище в Шяшкине.
История о Гер-Цедеке — «Маасэ Гер-Цедек» — сохранилась в нескольких рукописных списках. Еврейский оригинал был издан в 1862 году в Йоханнесбурге. Юзеф Игнацы Крашевский в своей «Истории Вильны» (пол. Wilno od początków jego do roku 1750, том 3, 1841) даёт дословный перевод рукописи с некоторыми вариантами и пропусками; по тексту Крашевского был сделан русский перевод, опубликованный в третьем томе «Еврейской библиотеки» (1873). Историк Шмуэль Иосеф Фин упоминает о Гер-Цедеке лишь вскользь.
Таким образом, источники, содержащие историю графа Потоцкого, прослеживаются только до XIX века, в силу чего современные историки выражают сомнения в подлинности рассказа, полагая, что Крашевский мог его выдумать сам: слишком странно, что в источниках XVIII века столь исключительные события не нашли отражения, а в генеалогии рода Потоцких не находится места для их героя.
В истории, рассказанной Крашевским, есть ряд несуразностей. Так, литовский магнат Людвик Скумин-Тышкевич был польным гетманом литовским в последние годы XVIII века и, следовательно, не мог быть тестем мелкого жмудского шляхтича Зарембы, якобы приятеля «Гер-Цедека», вслед за последним принявшего вместе с женой, Тышкевичувной, иудаизм и эмигрировавшего из Польши в Амстердам. Вызывает сомнение история польского магната, казнённого за переход в иудаизм, также потому, что в Речи Посполитой магнаты вообще бывали выше закона и за такой проступок едва ли могли подвергнуться смертной казни. Приводят пример Марцина-Миколая Радзивилла, интерес к Каббале и иудейские симпатии которого были хорошо известны, подозревавшегося и в других преступлениях — похищении девиц, чародействе, убийстве незаконных детей и т. п., и который отделался домашним арестом, приведённым в исполнение самой семьёй Радзивиллов.
Сторонники версии о подлинности истории графа Потоцкого полагают, что обращение в еврейскую веру знатного польского юноши могло быть слишком большим потрясением для современников, постаравшихся скрыть и забыть всё случившееся.

## См.также
- Возницын, Александр Артемьевич